# Tagabati (Karma)
Tagabati (auch: Tagabati Djerma, Tagabati Zarma, Tagabatou, Tagabaty) ist ein Dorf in der Landgemeinde Karma in Niger.

## Geographie
Das Dorf liegt am linken Ufer des Flusses Niger. Es befindet sich rund acht Kilometer südöstlich des Hauptorts Karma der gleichnamigen Landgemeinde, die zum Departement Kollo in der Region Tillabéri gehört. Zu den Siedlungen in der näheren Umgebung von Tagabati zählen flussaufwärts Bangawi Peulh und Bangawi Zarma, flussabwärts Boubon, auf einer vorgelagerten Flussinsel Namardé Goungou sowie am gegenüberliegenden Flussufer Guillawa, Sikièye und Yonkoto.
Tagabati ist Teil der Übergangszone zwischen Sahel und Sudan. Die durchschnittliche jährliche Niederschlagshöhe beträgt hier zwischen 400 und 500 mm. Im Dorf wurde die Schlangenart Weißbauch-Sandrasselotter (Echis leucogaster) beobachtet.

## Geschichte
Der französische humanitäre Verein Niger Ma Zaada errichtete 2004 eine Wasserleitung für das Gesundheitszentrum und die Schule in Tagabati. Ein solarenergiebetriebenes Wasserversorgungssystem auf Basis von Grundwasser wurde 2014 im Dorf installiert. Es ersetzte ein 1992 eingerichtetes handbetriebenes Wasserpumpensystem. Tababati wurde 2023 als einer von 20 Orten im Departement Kollo als „Modelldorf“ der Initiative Spotlight zertifiziert. Das 2019 in Niger begonnene Programm zielte auf die Beseitigung geschlechtsspezifischer Gewalt und schädlicher Praktiken. Es wurde von der Europäischen Union finanziert und vom UNDP, dem UNFPA, den UN Women und der UNICEF umgesetzt.

## Bevölkerung
Bei der Volkszählung 2012 hatte Tagabati 5075 Einwohner, die in 453 Haushalten lebten. Bei der Volkszählung 2001 betrug die Einwohnerzahl 2973 in 379 Haushalten und bei der Volkszählung 1988 belief sich die Einwohnerzahl auf 796 in 87 Haushalten.

## Wirtschaft und Infrastruktur
Mit einem Centre de Santé Intégré (CSI) ist ein Gesundheitszentrum im Ort vorhanden. Es wurde 2004 erbaut. Der CEG FA Tagabati ist eine allgemein bildende Schule der Sekundarstufe des Typs Collège d’Enseignement Général Franco-Arabe (CEG FA), der einen Schwerpunkt auf die arabische zusätzlich zur französischen Sprache aufweist. In Tagabati wird eine Niederschlagsmessstation betrieben.